# Unto Tanskanen
Pour les articles homonymes, voir Tanskanen.
Unto Kalervo Tanskanen, né le 8 juillet 1931 et mort le 20 février 2021 à Helsinki, est un diplomate finlandais.

## Biographie
Unto Tanskanen est ambassadeur de Finlande à Hanoï de 1974 à 1977, à Nairobi et à Addis-Abeba de 1977 à 1980, à Téhéran et à Islamabad de 1980 à 1983, et depuis 1983, négociateur au ministère des Affaires étrangères,.